# 單訥
單訥（1522年—？），字希仁，直隸真定府冀州棗強縣人，軍籍，明朝政治人物。

## 生平
嘉靖二十二年（1543年）癸卯科順天府鄉試第四十四名舉人。嘉靖四十一年（1562年）中式壬戌科會試第二百七名，三甲第一百五十三名進士。授山西翼城县知县。

## 家族
曾祖單祥，義官；祖父單輔；父單通，教府奉祀。前母鄭氏；母吳氏。永感下。兄單問（貢士）。